# Hajdú-Bihar
Hajdú-Bihar är en provins i östra Ungern. Den är belägen vid gränsen till Rumänien. 

## Städer i Hajdú-Bihar
- Debrecen (207 594) (2012.)
- Hajdúböszörmény (31 620) (2011.)
- Hajdúszoboszló (23 309) (2012.)
- Balmazújváros (17 480) (2010.)
- Hajdúnánás (17 291) (2010.)
- Berettyóújfalu (15 407) (2010.)
- Püspökladány (14 915) (2010.)
- Hajdúsámson (13 108) (2010.)
- Hajdúhadház (12 506) (2010.)
- Derecske (9 086) (2010.)
- Hajdúdorog (8 888) (2012.)
- Nádudvar (8911) (2010.)
- Polgár (8 068) (2010.)
- Nyíradony (7 864) (2010.)
- Létavértes (7 119) (2010.)
- Téglás (6 637) (2012.)
- Kaba (6 000) (2010.)
- Komádi (5 373) (2010.)
- Vámospércs (5 306) (2010.)
- Tiszacsege (4 599) (2010.)
- Biharkeresztes (3 870) (2010.)